# Montfoort
Montfoort és un municipi de la província d'Utrecht, al centre dels Països Baixos. L'1 de gener de 2009 tenia 13.511 habitants repartits per una superfície de 38,22 km² (dels quals 0,47 km² corresponen a aigua).

## Centres de població
- Achthoven-West
- Achthoven-Oost
- Blokland
- Cattenbroek
- Linschoten
- Mastwijk
- Willeskop

## Ajuntament
El consistori municipal consta de 23 membres, format des del 2006 per:
- Progressief Akkoord, 4 regidors
- Leefbaar Montfoort, 3 regidors
- CDA 3 regidors
- VVD/D66 2 regidors
- ChristenUnie 2 regidors
- SGP 1 regidor

## Galeria d'imatges

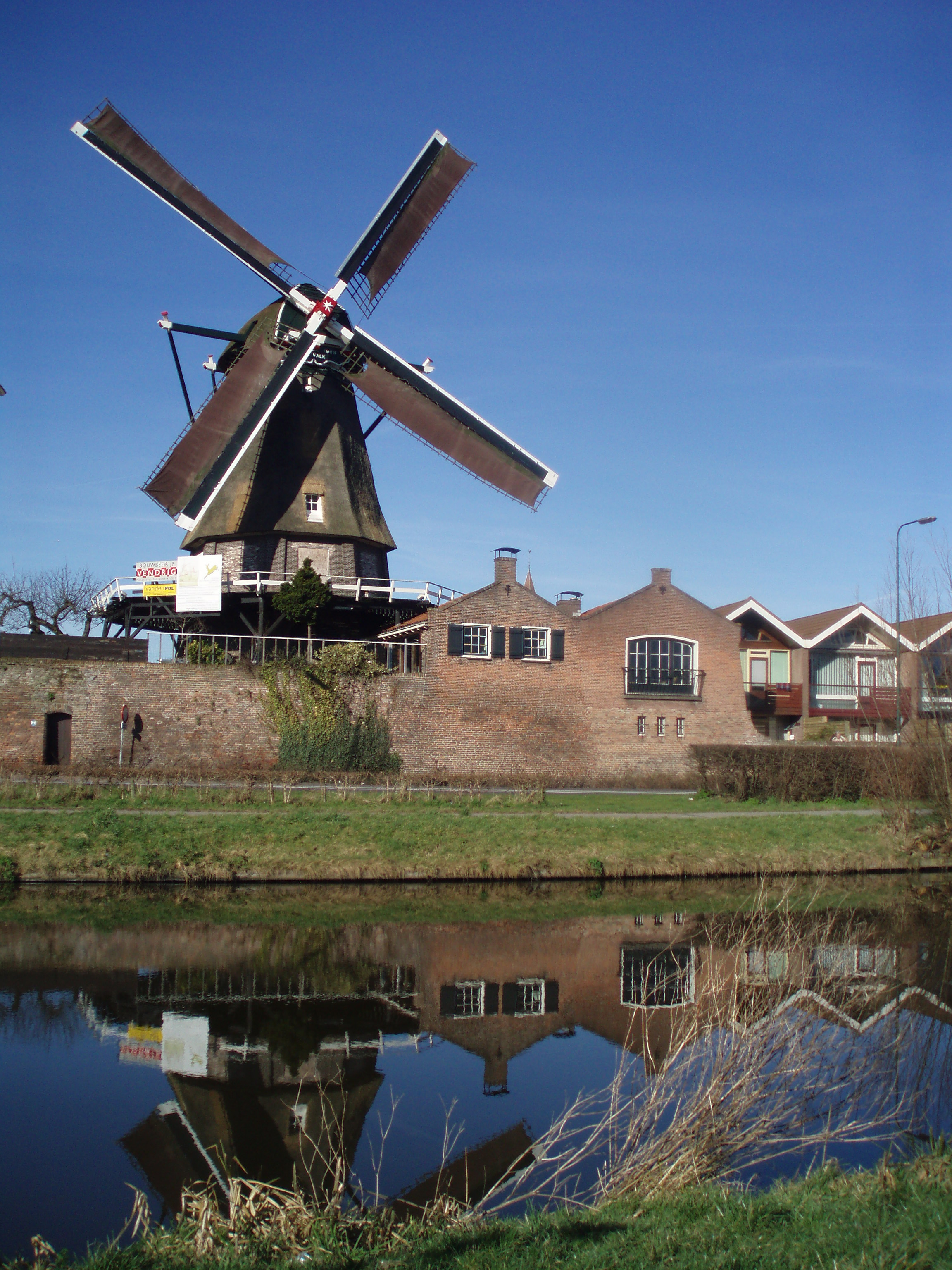
Molí De Valk
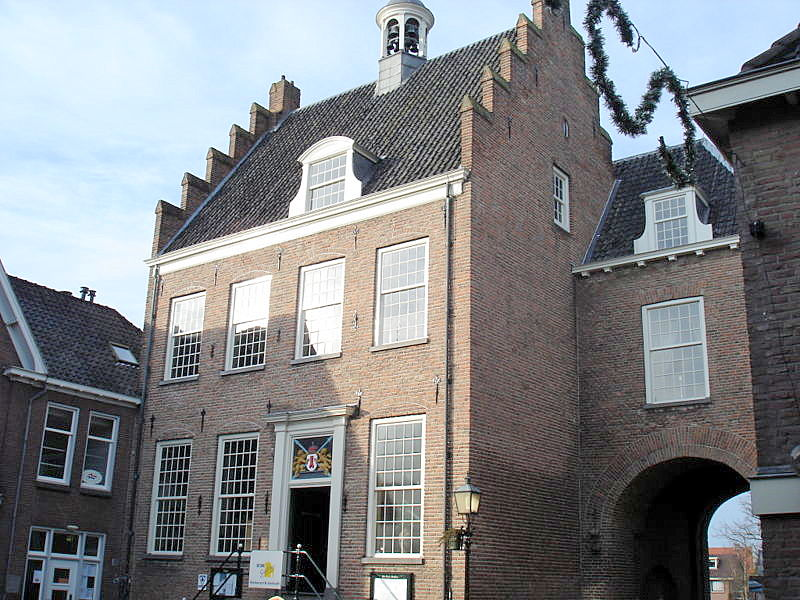
Casa antiga a IJsselpoort
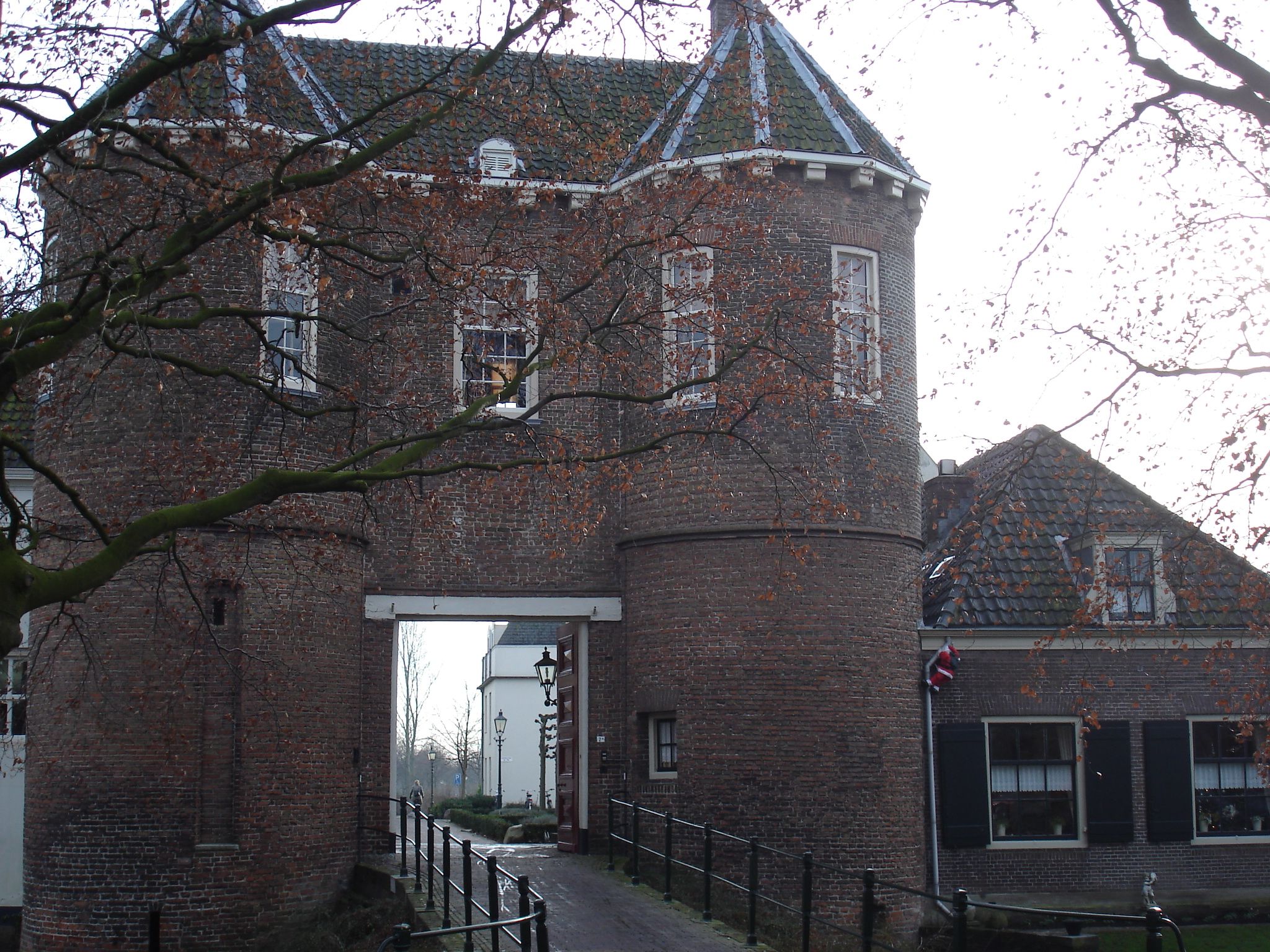
Entrada al Castell
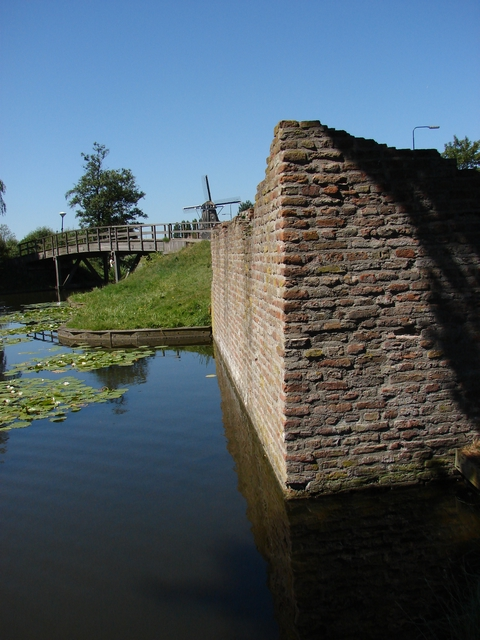
Fossar del Castell